# Пресил
Пресил (на македонска литературна норма: Пресил) е село в община Крушево, Северна Македония.

## География
Селото е разположено в източното подножие на Мечкин камък, южно от град Крушево.

## История
Югозападно над селото е археологическият обект Свети Георги.
През 1607 година жителите на Пресил взимат едногодишен заем от вакъфа на Ахмед паша при месджида на шейх Хъзр Бали в Битоля в размер на 1500 акчета при лихва от 15% процента. Гаранти за парите са всички селяни, един за друг. През 1621 година в Пресил са записани 7 ханета (домакинства), които дължат военния данък нузул за похода срещу Полша.
В началото на XX век Пресил е албанско село в Битолка каза на Османската империя. Според статистиката на Васил Кънчов („Македония. Етнография и статистика“) от 1900 година Прѣсиле има 320 жители, всички арнаути мохамедани.
На Етнографската карта на Битолския вилает на Картографския институт в София от 1901 година Пресил е смесено село българи, албанци и власи в Битолската каза на Битолския санджак с 65 къщи.
Според Никола Киров („Крушово и борбите му за свобода“) към 1901 година Пресилъ има 55 турски къщи.
Според Димитър Гаджанов в 1916 година в Пресил живеят 360 турци.
Според преброяването от 2002 година селото има 444 жители, от които 392 албанци, 29 турци и 23 северномакедонци.